# 里希盖什
里希盖什是印度北部北阿坎德邦的一个小镇，在喜马拉雅山脉脚下，被称为“通向喜马拉雅的门户”。恒河流经小镇并将其分割为两部分，两岸坐落着众多瑜伽学校，为世界闻名的瑜伽静修处。人口102,138人。里希盖什每年会迎接数十万的朝圣者和旅客。当地法律规定所有人必须食素，摈弃烟酒，塑料袋也被禁止使用。

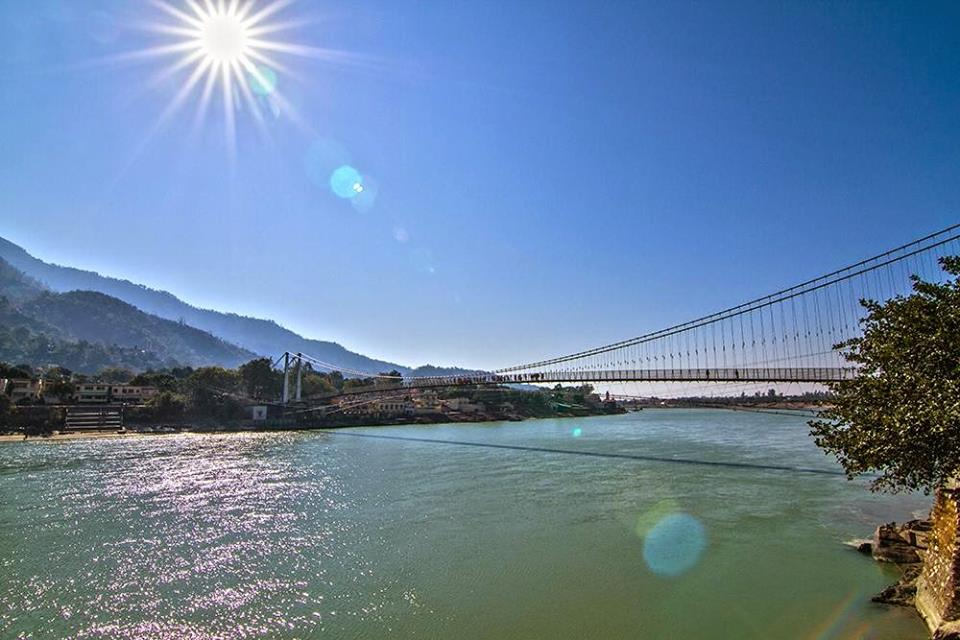

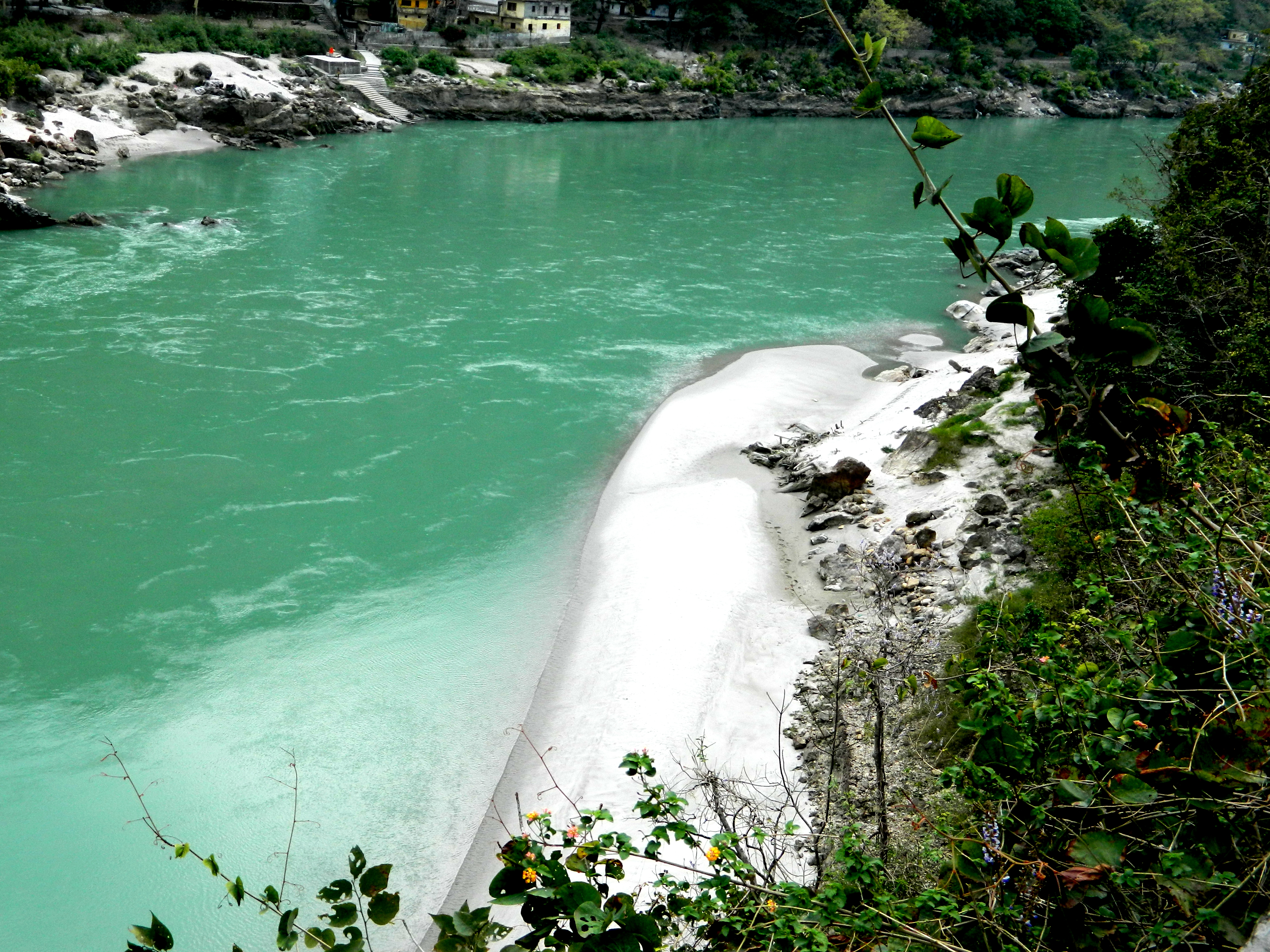

## 歷史
歷史記載，一些朝聖者曾經在里希盖什休憩，然後再朝更高的山峰朝聖。

## 地理

### 氣候
里希盖什位於喜馬拉雅山山腳下，同樣的季節比印度其他城市的氣溫要低得多。

## 旅遊

### 漂流營
在2008年對卡迪亞拉（Kaudiyala）和里希盖什之間的海灘營地進行的一項研究中，戈文德巴拉喜馬拉雅環境研究所的專家進行了研究。
國家綠色法庭已尋求印度政府和北阿坎德邦政府對在地區恒河兩岸漂流營地的「不受管制」行動進行解釋。州政府向法庭保證，直到5月的下一次聽證會之前，不會批准新的漂流營。

### 環境
據報導，從印度和世界各地來里希盖什的大量遊客正在消費大麻和酒精，並在海灘上半裸，導致人們抱怨該地區的精神環境受到影響。
根據許多印度教信奉瑜伽者和薩杜斯人的觀點，該地區的河岸具有重要的精神和宗教意義，恒河在加爾瓦爾·喜馬拉雅山的德夫賴雅格和阿拉克南達河匯合後形成了恒河。自古以來，聖徒和瑜伽士就一直在恒河兩岸進行冥想。 